# Mesechinus wangi
Mesechinus wangi (лат.) — вид настоящих ежей из семейства ежовых, встречающийся только в Китае. Эндемик склонов гор Гаолигун в провинции Юньнань, где обитает в субтропических вечнозеленых широколиственных лесах на высоте от 2200 до 2680 м над уровнем моря.
M. wangi можно отличить от других видов этого рода по цвету шипов и широкой носовой области. Единственный вид ежей, у которого есть четвёртый верхний коренной зуб. Этот коренной зуб намного меньше третьего и имеет только один корень. Зимует с середины октября до начала апреля. Хотя размер популяции ещё не определён количественно, он, вероятно, очень мал, поскольку этот вид был обнаружен только в Национальном природном заповеднике Гаолигоншань.